# Vaʻa-o-Fonoti
Vaʻa-o-Fonoti – jeden z dystryktów Samoa, położony na północnym wschodzie wyspy Upolu. Według danych z roku 2001 populacja dystryktu wyniosła 1666 osób, z czego wynika, że jest to najmniej zamieszkany dystrykt w Samoa. Powierzchnia dystryktu to 38 km². 
Dystrykt składa się dwóch części. Pierwsza część to teren wokół zatoki Fagaloa, składający się z siedmiu wiosek. Druga część to mała enklawa oddalona 10 km na północny zachód. Jest tam jedna wioska Faleāpuna (ludność: 582 osoby). Ośrodkiem administracyjnym jest wioska Samamea.